# Ronde van Frankrijk 2015/Twaalfde etappe
De twaalfde etappe van de Ronde van Frankrijk 2015 werd verreden op donderdag 16 juli 2015 van Lannemezan naar Plateau de Beille. Het was een bergrit van 195 km.

## Parcours
Onderweg passeerde het peloton één col van tweede categorie (Col de Portet d'Aspet), twee cols van eerste categorie (de Col de la Core en de Port de Lers) en een col van de buitencategorie (Plateau de Beille), hier lag ook de aankomst.

## Verloop
Een compact peloton bereikte de tussensprint in Saint-Bertrand-de-Comminges, waar André Greipel de volle buit nam. Na de tussensprint ontstond er een ontsnapping met twee renners: Lieuwe Westra en Bryan Coquard. Ook Louis Meintjes wist de kloof nog te overbruggen. Achter het trio ontstond een groep van een vijftiental renners met daarbij Romain Bardet, Joaquim Rodríguez, Sylvain Chavanel en Gorka Izagirre. We kregen een kopgroep met veertien renners met buiten de reeds vernoemde namen ook nog Mikaël Cherel, Romain Sicard, Anthony Delaplace, Jérôme Coppel, Matthieu Ladagnous, Kristijan Đurasek, Daniel Navarro en Frédéric Brun. Even later konden nog een deel renners aansluiten: Michał Kwiatkowski, Sep Vanmarcke, Jakob Fuglsang, Georg Preidler, Christophe Riblon, Jérémy Roy en Jan Bárta. Tussen de omvangrijke kopgroep van 22 renners en het peloton reden nog twee renners, Angélo Tulik en Marcel Sieberg. Na veertig kilometer wedstrijd had de kopgroep een voorsprong van 5'05" op het peloton.
De kopgroep vatte de Col de Portet-d'Aspet aan met een voorsprong van ongeveer zes minuten. In het peloton haakte Alex Dowsett al af in de eerste meters van de Portet-d'Aspet. Hij gaf even later op, samen met Zakkari Dempster. Georg Preidler kwam als eerste boven op de Portet-d'Aspet. Bij aanvang van de Col de la Core moesten aanvankelijk zes renners van de kopgroep lossen, waaronder Kwiatkowski en Riblon. Zij konden voor de top terug aansluiten. De kopgroep liep uit tot 9 minuten op het peloton bij de doorkomst aan de top van de Col de la Core, waar Kristijan Đurasek als eerste boven was. In de afdaling kon een zevental renners van de kopgroep wegrijden van de anderen: Đurasek, Izagirre, Bardet, Vanmarcke, Cherel, Kwiatkowski en Meintjes. Negen anderen konden opnieuw aansluiten, zodat de kopgroep uit 16 renners bestond.
Op 75 km van de aankomst, en met een voorsprong van elf minuten op het peloton, reden Kwiatkowski, Vanmarcke en Preidler weg van hun kompanen. Op 5 km van de top van de Port de Lers moest Preidler zijn metgezellen laten gaan. In de achtervolgende groep demarreerden achtereenvolgens Cherel en Bardet. In het peloton moesten Rigoberto Urán en Jean-Christophe Péraud al vroeg lossen. Kwiatkowski kwam als eerste boven op de Port de Lers. De groep bestaande uit Bardet, Cherel, Izagirre, Rodríguez, Meintjes, Bárta, Sicard en Fuglsang volgde daar op 9 seconden. Aan de voet van Plateau de Beille was deze voorsprong vergroot tot anderhalve minuut.
Op 13 km van de meet liet Kwiatkowski Vanmarcke achter. Even later lieten Fuglsang, Bardet, Rodríguez en Meintjes hun metgezellen in de achtervolging achter. In het peloton moesten Tony Gallopin, Wilco Kelderman en Thomas Voeckler al vroeg op de klim lossen. Op 8 km van de aankomst demarreerde Rodríguez weg van de drie andere achtervolgers, reed naar Kwiatkowski toe en liet hem direct achter. In het peloton versnelden achtereenvolgens Alberto Contador, Vincenzo Nibali, Alejandro Valverde en Nairo Quintana. De groep der favorieten werd zo gedecimeerd tot een tiental renners. Na een versnelling van Chris Froome konden oorspronkelijk alleen Contador, Quintana en Tejay van Garderen nog volgen, voor de groep der favorieten weer samensmolt. Vooraan vergrootte Rodríguez zijn voorsprong op Fuglsang tot 1'10" en Bardet tot 1'40" op 1 km van de aankomst. Hij zag zijn achtervolgers niet meer terug en won solo.

### Tussensprints
| Tussensprint Saint-Bertrand-de-Comminges na 20 km |                    |        |
| Plaats                                            | Naam               | Punten |
| Winnaar                                           | André Greipel      | 20     |
| 2                                                 | John Degenkolb     | 17     |
| 3                                                 | Peter Sagan        | 15     |
| 4                                                 | Mark Cavendish     | 13     |
| 5                                                 | Jens Debusschere   | 11     |
| 6                                                 | Lieuwe Westra      | 10     |
| 7                                                 | Bryan Coquard      | 9      |
| 8                                                 | Koen de Kort       | 8      |
| 9                                                 | Roy Curvers        | 7      |
| 10                                                | Nicolas Edet       | 6      |
| 11                                                | Romain Sicard      | 5      |
| 12                                                | Imanol Erviti      | 4      |
| 13                                                | Kristijan Đurasek  | 3      |
| 14                                                | Matthieu Ladagnous | 2      |
| 15                                                | Thomas Voeckler    | 1      |

### Bergsprints
| Beklimming Col de Portet-d'Aspet na 57 km | Beklimming Col de Portet-d'Aspet na 57 km | 2e cat. 4,3 km à 9,7% | 2e cat. 4,3 km à 9,7% |
| Plaats                                    | Naam                                      | Punten                |                       |
| Winnaar                                   | Georg Preidler                            | 5                     |                       |
| 2                                         | Jérémy Roy                                | 3                     |                       |
| 3                                         | Lieuwe Westra                             | 2                     |                       |
| 4                                         | Anthony Delaplace                         | 1                     |                       |

| Beklimming Col de la Core na 93 km | Beklimming Col de la Core na 93 km | 1e cat. 14,1 km à 5,7% | 1e cat. 14,1 km à 5,7% |
| Plaats                             | Naam                               | Punten                 |                        |
| Winnaar                            | Kristijan Đurasek                  | 10                     |                        |
| 2                                  | Georg Preidler                     | 8                      |                        |
| 3                                  | Mikaël Cherel                      | 6                      |                        |
| 4                                  | Matthieu Ladagnous                 | 4                      |                        |
| 5                                  | Sylvain Chavanel                   | 2                      |                        |
| 6                                  | Romain Bardet                      | 1                      |                        |

| Beklimming Port de Lers na 144 km | Beklimming Port de Lers na 144 km | 1e cat. 12,9 km à 6% | 1e cat. 12,9 km à 6% |
| Plaats                            | Naam                              | Punten               |                      |
| Winnaar                           | Michał Kwiatkowski                | 10                   |                      |
| 2                                 | Sep Vanmarcke                     | 8                    |                      |
| 3                                 | Mikaël Cherel                     | 6                    |                      |
| 4                                 | Louis Meintjes                    | 4                    |                      |
| 5                                 | Romain Bardet                     | 2                    |                      |
| 6                                 | Jakob Fuglsang                    | 1                    |                      |

| Beklimming Plateau de Beille na 195 km | Beklimming Plateau de Beille na 195 km | buiten cat. 15,8 km à 7,9% | buiten cat. 15,8 km à 7,9% |
| Plaats                                 | Naam                                   | Punten                     |                            |
| Winnaar                                | Joaquim Rodríguez                      | 50                         |                            |
| 2                                      | Jakob Fuglsang                         | 40                         |                            |
| 3                                      | Romain Bardet                          | 32                         |                            |
| 4                                      | Gorka Izagirre                         | 28                         |                            |
| 5                                      | Louis Meintjes                         | 24                         |                            |
| 6                                      | Jan Bárta                              | 20                         |                            |
| 7                                      | Romain Sicard                          | 16                         |                            |
| 8                                      | Mikaël Cherel                          | 12                         |                            |
| 9                                      | Alejandro Valverde                     | 8                          |                            |
| 10                                     | Chris Froome                           | 4                          |                            |

## Uitslagen
| Rituitslag Lannemezan – Plateau de Beille (195 km) |                    |                     |          |
| Plaats                                             | Naam               | Ploeg               | Tijd     |
| Winnaar                                            | Joaquim Rodríguez  | Katjoesja           | 5u40'14" |
| 2                                                  | Jakob Fuglsang     | Astana              | + 1'12"  |
| 3                                                  | Romain Bardet      | AG2R La Mondiale    | + 1'49"  |
| 4                                                  | Gorka Izagirre     | Team Movistar       | + 4'34"  |
| 5                                                  | Louis Meintjes     | MTN-Qhubeka         | + 4'38"  |
| 6                                                  | Jan Bárta          | Bora-Argon 18       | + 5'47"  |
| 7                                                  | Romain Sicard      | Team Europcar       | + 6'03"  |
| 8                                                  | Mikaël Cherel      | AG2R-La Mondiale    | + 6'28"  |
| 9                                                  | Alejandro Valverde | Team Movistar       | + 6'46"  |
| 10                                                 | Chris Froome       | Team Sky            | + 6'47"  |
| 11                                                 | Nairo Quintana     | Team Movistar       | z.t.     |
| 12                                                 | Thibaut Pinot      | FDJ                 | z.t.     |
| 13                                                 | Tejay van Garderen | BMC Racing Team     | z.t.     |
| 14                                                 | Alberto Contador   | Tinkoff-Saxo        | z.t.     |
| 15                                                 | Pierre Rolland     | Team Europcar       | z.t.     |
| 16                                                 | Vincenzo Nibali    | Astana              | z.t.     |
| 17                                                 | Geraint Thomas     | Team Sky            | z.t.     |
| 18                                                 | Robert Gesink      | Team LottoNL-Jumbo  | + 7'44"  |
| 19                                                 | Bauke Mollema      | Trek Factory Racing | z.t.     |
| 20                                                 | Samuel Sánchez     | BMC Racing Team     | + 9'13"  |
|                                                    |                    |                     |          |
| 30                                                 | Sep Vanmarcke      | Team LottoNL-Jumbo  | + 12'38" |

| Strijdlustigste renner |                    |                  |
|                        | Naam               | Ploeg            |
|                        | Michał Kwiatkowski | Etixx-Quick Step |

## Klassementen
| Algemeen klassement |                    |                              |           |
| Plaats              | Naam               | Ploeg                        | Tijd      |
| Gele trui           | Chris Froome       | Team Sky                     | 46u50'32" |
| 2                   | Tejay van Garderen | BMC Racing Team              | + 2'52"   |
| 3                   | Nairo Quintana     | Team Movistar                | + 3'09"   |
| 4                   | Alejandro Valverde | Team Movistar                | + 3'58"   |
| 5                   | Geraint Thomas     | Team Sky                     | + 4'03"   |
| 6                   | Alberto Contador   | Tinkoff-Saxo                 | + 4'04"   |
| 7                   | Robert Gesink      | Team LottoNL-Jumbo           | + 5'32"   |
| 8                   | Tony Gallopin      | Lotto Soudal                 | + 7'32"   |
| 9                   | Vincenzo Nibali    | Astana                       | + 7'47"   |
| 10                  | Bauke Mollema      | Trek Factory Racing          | + 8'02"   |
| 11                  | Warren Barguil     | Team Giant-Alpecin           | + 9'43"   |
| 12                  | Mathias Frank      | IAM Cycling                  | + 12'25"  |
| 13                  | Samuel Sánchez     | BMC Racing Team              | + 12'53"  |
| 14                  | Jakob Fuglsang     | Astana                       | + 13'33"  |
| 15                  | Joaquim Rodríguez  | Katjoesja                    | + 13'45"  |
| 16                  | Pierre Rolland     | Team Europcar                | + 13'57"  |
| 17                  | Romain Bardet      | AG2R La Mondiale             | + 17'05"  |
| 18                  | Andrew Talansky    | Team Cannondale-Garmin       | + 19'32"  |
| 19                  | Gorka Izagirre     | Team Movistar                | + 26'57"  |
| 20                  | Eduardo Sepúlveda  | Bretagne-Séché Environnement | + 28'19"  |
|                     |                    |                              |           |
| 26                  | Serge Pauwels      | MTN-Qhubeka                  | + 36'32"  |

| Ploegenklassement |                    |            |
| Plaats            | Ploeg              | Tijd       |
|                   | Team Movistar      | 141u52'29" |
| 2                 | Team Sky           | +5'19"     |
| 3                 | Tinkoff-Saxo       | +25'27"    |
| 4                 | Astana             | +31'50"    |
| 5                 | BMC Racing Team    | +34'27"    |
| 6                 | Team LottoNL-Jumbo | +39'20"    |
| 7                 | MTN-Qhubeka        | +45'27"    |
| 8                 | AG2R La Mondiale   | +47'50"    |
| 9                 | Team Europcar      | +53'05"    |
| 10                | IAM Cycling        | +1u07'23"  |

## Nevenklassementen
| Puntenklassement |                   |                    |        |
| Plaats           | Naam              | Ploeg              | Punten |
| Groene trui      | Peter Sagan       | Tinkoff-Saxo       | 254    |
| 2                | André Greipel     | Lotto Soudal       | 252    |
| 3                | John Degenkolb    | Team Giant-Alpecin | 201    |
|                  |                   |                    |        |
| 7                | Greg Van Avermaet | BMC Racing Team    | 81     |
| 17               | Roy Curvers       | Team Giant-Alpecin | 44     |

| Bergklassement |                   |                    |        |
| Plaats         | Naam              | Ploeg              | Punten |
| Bolletjestrui  | Chris Froome      | Team Sky           | 61     |
| 2              | Joaquim Rodríguez | Katjoesja          | 52     |
| 3              | Jakob Fuglsang    | Astana             | 41     |
|                |                   |                    |        |
| 6              | Robert Gesink     | Team LottoNL-Jumbo | 28     |
| 13             | Serge Pauwels     | MTN-Qhubeka        | 26     |

| Jongerenklassement |                 |                    |            |
| Plaats             | Naam            | Ploeg              | Tijd       |
| Witte trui         | Nairo Quintana  | Team Movistar      | 46u53'41"  |
| 2                  | Warren Barguil  | Team Giant-Alpecin | + 6'34"    |
| 3                  | Romain Bardet   | AG2R La Mondiale   | + 13'56"   |
|                    |                 |                    |            |
| 11                 | Wilco Kelderman | Team LottoNL-Jumbo | + 1u08'09" |
| 19                 | Tim Wellens     | Lotto Soudal       | + 1u37'05" |